# Càntar de Sició
Càntar de Sició (en llatí Cantharus, en grec antic Κάνθαρος "Kántharos") fou un escultor i gravador de Sició fill d'Aleix i deixeble d'Eutíquides.
Va viure després del 300 aC i probablement vers el 268 aC, ja que Plini el Vell menciona un Eutíquides, segurament el seu mestre, cap a l'any 300 aC. Segons Pausànias, la seva especialitat eren les estàtues d'atletes.